# Världsmästerskapen i friidrott 2015
Världsmästerskapen i friidrott 2015 var de 15:e världsmästerskapen i friidrott och arrangerades i Peking, Kina 22–30 augusti 2015. Huvudarena för mästerskapen var Pekings Nationalstadion, samma stadion som friidrotten använde under olympiska sommarspelen 2008.

## Val av värdstad
Följande städer sökte arrangemanget:
- Peking, Kina
- London, Storbritannien, drog tillbaka ansökan i början av november 2010 eftersom det var oklart om löparbanorna skulle vara kvar på OS-arenan efter OS 2012. London sökte senare och fick arrangörskapet för VM 2017.
- Chorzów, Polen, eliminerades av IAAF eftersom de inte uppfyllde kraven lika bra som de två andra städerna.

Valet av arrangörsstad gjordes av IAAF den 20 november 2010 under en konferens i Monaco.

## Arena
Samtliga tävlingar förutom maraton och gång avgjordes i sin helhet på Pekings Nationalstadion. Arenan tar i sin fulla kapacitet 80 000 åskådare men under mästerskapen var endast de två nedersta skikten öppna vilket gjorde att kapaciteten sänktes till 54 000.
De två maratontävlingarna löptes på en bana genom Pekings gator som bland annat passerade Himmelens tempel och Qianmen. Löparna gick sedan i mål på Pekings Nationalstadion.

## Kalender
Totalt 47 tävlingsgrenar genomfördes under mästerskapens nio dagar.
| Q | Kval | H | Försöksheat | ½ | Semifinal | F | Final |

M = morgon/förmiddag; E = eftermiddag/kväll
| Datum →        | Lör 22 | Lör 22 | Sön 23 | Sön 23 | Sön 23 | Mån 24 | Mån 24 | Tis 25 | Tis 25 | Ons 26 | Ons 26 | Tor 27 | Tor 27 | Fre 28 | Fre 28 | Lör 29 | Lör 29 | Sön 30 | Sön 30 |
| Gren ↓         | M      | E      | M      | E      | E      | M      | E      | M      | E      | M      | E      | M      | E      | M      | E      | M      | E      | M      | E      |
| -------------- | ------ | ------ | ------ | ------ | ------ | ------ | ------ | ------ | ------ | ------ | ------ | ------ | ------ | ------ | ------ | ------ | ------ | ------ | ------ |
| 100 m          | Q      | H      |        | ½      | F      |        |        |        |        |        |        |        |        |        |        |        |        |        |        |
| 200 m          |        |        |        |        |        |        |        |        | H      |        | ½      |        | F      |        |        |        |        |        |        |
| 400 m          |        |        | H      |        |        |        | ½      |        |        |        | F      |        |        |        |        |        |        |        |        |
| 800 m          | H      |        |        | ½      | ½      |        |        |        | F      |        |        |        |        |        |        |        |        |        |        |
| 1 500 m        |        |        |        |        |        |        |        |        |        |        |        | H      |        |        | ½      |        |        |        | F      |
| 5 000 m        |        |        |        |        |        |        |        |        |        | H      |        |        |        |        |        |        | F      |        |        |
| 10 000 m       |        | F      |        |        |        |        |        |        |        |        |        |        |        |        |        |        |        |        |        |
| Maraton        | F      |        |        |        |        |        |        |        |        |        |        |        |        |        |        |        |        |        |        |
| 110 m häck     |        |        |        |        |        |        |        |        |        | H      |        |        | ½      |        | F      |        |        |        |        |
| 400 m häck     |        | H      |        | ½      | ½      |        |        |        | F      |        |        |        |        |        |        |        |        |        |        |
| 3 000 m hinder | H      |        |        |        |        |        | F      |        |        |        |        |        |        |        |        |        |        |        |        |
| 4 × 100 m      |        |        |        |        |        |        |        |        |        |        |        |        |        |        |        | H      | F      |        |        |
| 4 × 400 m      |        |        |        |        |        |        |        |        |        |        |        |        |        |        |        | H      |        |        | F      |
| 20 km gång     |        |        | F      |        |        |        |        |        |        |        |        |        |        |        |        |        |        |        |        |
| 50 km gång     |        |        |        |        |        |        |        |        |        |        |        |        |        |        |        | F      |        |        |        |
| Längdhopp      |        |        |        |        |        | Q      |        |        | F      |        |        |        |        |        |        |        |        |        |        |
| Tresteg        |        |        |        |        |        |        |        |        |        | Q      |        |        | F      |        |        |        |        |        |        |
| Höjdhopp       |        |        |        |        |        |        |        |        |        |        |        |        |        | Q      |        |        |        |        | F      |
| Stavhopp       |        | Q      |        |        |        |        | F      |        |        |        |        |        |        |        |        |        |        |        |        |
| Kula           |        |        | Q      | F      | F      |        |        |        |        |        |        |        |        |        |        |        |        |        |        |
| Diskus         |        |        |        |        |        |        |        |        |        |        |        | Q      |        |        |        |        | F      |        |        |
| Slägga         | Q      |        |        | F      | F      |        |        |        |        |        |        |        |        |        |        |        |        |        |        |
| Spjut          |        |        |        |        |        |        | Q      |        |        |        | F      |        |        |        |        |        |        |        |        |
| Tiokamp        |        |        |        |        |        |        |        |        |        |        |        |        |        | F      | F      | F      | F      |        |        |

| Datum →        | Lör 22 | Lör 22 | Sön 23 | Sön 23 | Sön 23 | Mån 24 | Mån 24 | Mån 24 | Tis 25 | Tis 25 | Ons 26 | Ons 26 | Tor 27 | Tor 27 | Fre 28 | Fre 28 | Fre 28 | Lör 29 | Lör 29 | Sön 30 | Sön 30 |
| Gren ↓         | M      | E      | M      | M      | E      | M      | E      | E      | M      | E      | M      | E      | M      | E      | M      | E      | E      | M      | E      | M      | E      |
| -------------- | ------ | ------ | ------ | ------ | ------ | ------ | ------ | ------ | ------ | ------ | ------ | ------ | ------ | ------ | ------ | ------ | ------ | ------ | ------ | ------ | ------ |
| 100 m          |        |        | H      |        |        |        | ½      | F      |        |        |        |        |        |        |        |        |        |        |        |        |        |
| 200 m          |        |        |        |        |        |        |        |        |        |        |        | H      |        | ½      |        | F      | F      |        |        |        |        |
| 400 m          |        |        |        |        |        | H      |        |        |        | ½      |        |        |        | F      |        |        |        |        |        |        |        |
| 800 m          |        |        |        |        |        |        |        |        |        |        | H      |        |        | ½      |        |        |        |        | F      |        |        |
| 1 500 m        | H      |        |        |        | ½      |        |        |        |        | F      |        |        |        |        |        |        |        |        |        |        |        |
| 5 000 m        |        |        |        |        |        |        |        |        |        |        |        |        | H      |        |        |        |        |        |        |        | F      |
| 10 000 m       |        |        |        |        |        |        | F      | F      |        |        |        |        |        |        |        |        |        |        |        |        |        |
| Maraton        |        |        |        |        |        |        |        |        |        |        |        |        |        |        |        |        |        |        |        | F      |        |
| 100 m häck     |        |        |        |        |        |        |        |        |        |        |        |        | H      |        |        | ½      | F      |        |        |        |        |
| 400 m häck     |        |        | H      |        |        |        | ½      | ½      |        |        |        | F      |        |        |        |        |        |        |        |        |        |
| 3 000 m hinder |        |        |        |        |        | H      |        |        |        |        |        | F      |        |        |        |        |        |        |        |        |        |
| 4 × 100 m      |        |        |        |        |        |        |        |        |        |        |        |        |        |        |        |        |        | H      | F      |        |        |
| 4 × 400 m      |        |        |        |        |        |        |        |        |        |        |        |        |        |        |        |        |        | H      |        |        | F      |
| 20 km gång     |        |        |        |        |        |        |        |        |        |        |        |        |        |        | F      |        |        |        |        |        |        |
| Längdhopp      |        |        |        |        |        |        |        |        |        |        |        |        | Q      |        |        | F      | F      |        |        |        |        |
| Tresteg        |        | Q      |        |        |        |        | F      | F      |        |        |        |        |        |        |        |        |        |        |        |        |        |
| Höjdhopp       |        |        |        |        |        |        |        |        |        |        |        |        | Q      |        |        |        |        |        | F      |        |        |
| Stavhopp       |        |        |        |        |        | Q      |        |        |        |        |        | F      |        |        |        |        |        |        |        |        |        |
| Kula           | Q      | F      |        |        |        |        |        |        |        |        |        |        |        |        |        |        |        |        |        |        |        |
| Diskus         |        |        |        |        |        | Q      |        |        |        | F      |        |        |        |        |        |        |        |        |        |        |        |
| Slägga         |        |        |        |        |        |        |        |        |        |        | Q      |        |        | F      |        |        |        |        |        |        |        |
| Spjut          |        |        |        |        |        |        |        |        |        |        |        |        |        |        | Q      |        |        |        |        |        | F      |
| Sjukamp        | F      | F      | F      | F      | F      |        |        |        |        |        |        |        |        |        |        |        |        |        |        |        |        |

## Resultat

### Män

#### Gång- och löpgrenar
| Gren           | Guld                                                                                             | Silver                                                                                          | Brons                                                                       |
| -------------- | ------------------------------------------------------------------------------------------------ | ----------------------------------------------------------------------------------------------- | --------------------------------------------------------------------------- |
| 100 m          | Usain Bolt (JAM)                                                                                 | Justin Gatlin (USA)                                                                             | Andre De Grasse (CAN) · Trayvon Bromell (USA)                               |
| 100 m          | 9,79 s 0SB0                                                                                      | 9,80 s                                                                                          | De Grasse 9,92 s 0PB0 Bromell 9,92 s                                        |
| 200 m          | Usain Bolt (JAM)                                                                                 | Justin Gatlin (USA)                                                                             | Anaso Jobodwana (RSA)                                                       |
| 200 m          | 19,55 s 0VB0                                                                                     | 19,74 s                                                                                         | 19,87 s 0NR0                                                                |
| 400 m          | Wayde van Niekerk (RSA)                                                                          | LaShawn Merritt (USA)                                                                           | Kirani James (GRN)                                                          |
| 400 m          | 43,48 s 0VB0 AR0                                                                                 | 43,65 s 0PB0                                                                                    | 43,78 s 0SB0                                                                |
| 800 m          | David Rudisha (KEN)                                                                              | Adam Kszczot (POL)                                                                              | Amel Tuka (BIH)                                                             |
| 800 m          | 1.45,84                                                                                          | 1.46,08                                                                                         | 1.46,30                                                                     |
| 1 500 m        | Asbel Kiprop (KEN)                                                                               | Elijah Motonei Manangoi (KEN)                                                                   | Abdalaati Iguider (MAR)                                                     |
| 1 500 m        | 3.34,40                                                                                          | 3.34,63                                                                                         | 3.34,67                                                                     |
| 5 000 m        | Mo Farah (GBR)                                                                                   | Caleb Mwangangi Ndiku (KEN)                                                                     | Hagos Gebrhiwet (ETH)                                                       |
| 5 000 m        | 13.50,38                                                                                         | 13.51,75                                                                                        | 13.51,86                                                                    |
| 10 000 m       | Mo Farah (GBR)                                                                                   | Geoffrey Kipsang Kamworor (KEN)                                                                 | Paul Kipng'etich Tanui (KEN)                                                |
| 10 000 m       | 27.01,13                                                                                         | 27.01,76                                                                                        | 27.02,83                                                                    |
| Maraton        | Ghirmay Ghebreslassie (ERI)                                                                      | Yemane Tsegay (ETH)                                                                             | Solomon Mutai (UGA)                                                         |
| Maraton        | 2:12.27                                                                                          | 2:13.07 0SB0                                                                                    | 2:13.29                                                                     |
| 110 m häck     | Sergej Sjubenkov (RUS)                                                                           | Hansle Parchment (JAM)                                                                          | Aries Merritt (USA)                                                         |
| 110 m häck     | 12,98 s 0NR0                                                                                     | 13,03 s 0SB0                                                                                    | 13,04 s 0SB0                                                                |
| 400 m häck     | Nicholas Bett (KEN)                                                                              | Denis Kudrjavtsev (RUS)                                                                         | Jeffery Gibson (BAH)                                                        |
| 400 m häck     | 47,79 s 0VB0 NR0                                                                                 | 48,05 s 0NR0                                                                                    | 48,17 s 0NR0                                                                |
| 3 000 m hinder | Ezekiel Kemboi (KEN)                                                                             | Conseslus Kipruto (KEN)                                                                         | Brimin Kipruto (KEN)                                                        |
| 3 000 m hinder | 8.11,28                                                                                          | 8.12,38                                                                                         | 8.12,54                                                                     |
| 4 × 100 m      | Jamaica (JAM) Nesta Carter Asafa Powell Nickel Ashmeade Usain Bolt Rasheed Dwyer*                | Kina (CHN) Mo Youxue Xie Zhenye Su Bingtian Zhang Peimeng                                       | Kanada (CAN) Aaron Brown Andre De Grasse Brendon Rodney Justyn Warner       |
| 4 × 100 m      | 37,36 s 0VB0                                                                                     | 38,01 s                                                                                         | 38,13 s                                                                     |
| 4 × 400 m      | USA (USA) David Verburg Tony McQuay Bryshon Nellum LaShawn Merritt Kyle Clemons* Vernon Norwood* | Trinidad och Tobago (TTO) Renny Quow Lalonde Gordon Deon Lendore Machel Cedenio Jarrin Solomon* | Storbritannien (GBR) Rabah Yousif Delano Williams Jarryd Dunn Martyn Rooney |
| 4 × 400 m      | 2.57,82 0VB0                                                                                     | 2.58,20 0NR0                                                                                    | 2.58,51 0SB0                                                                |
| 20 km gång     | Miguel Ángel López (ESP)                                                                         | Wang Zhen (CHN)                                                                                 | Benjamin Thorne (CAN)                                                       |
| 20 km gång     | 1:19.14 0PB0                                                                                     | 1:19.29                                                                                         | 1:19.57 0NR0                                                                |
| 50 km gång     | Matej Tóth (SVK)                                                                                 | Jared Tallent (AUS)                                                                             | Takayuki Tanii (JPN)                                                        |
| 50 km gång     | 3:40.32                                                                                          | 3:42.17 0SB0                                                                                    | 3:42.55                                                                     |

#### Teknikgrenar
| Gren       | Guld                    | Silver                                       | Brons                                                                   |
| Hoppgrenar | Hoppgrenar              | Hoppgrenar                                   | Hoppgrenar                                                              |
| ---------- | ----------------------- | -------------------------------------------- | ----------------------------------------------------------------------- |
| Längdhopp  | Greg Rutherford (GBR)   | Fabrice Lapierre (AUS)                       | Wang Jianan (CHN)                                                       |
| Längdhopp  | 8,41 m 0SB0             | 8,24 m 0SB0                                  | 8,18 m                                                                  |
| Tresteg    | Christian Taylor (USA)  | Pedro Pablo Pichardo (CUB)                   | Nelson Évora (POR)                                                      |
| Tresteg    | 18,21 m 0VB0 AR0        | 17,73 m                                      | 17,52 m 0SB0                                                            |
| Höjdhopp   | Derek Drouin (CAN)      | Bohdan Bondarenko (UKR) · Zhang Guowei (CHN) |                                                                         |
| Höjdhopp   | 2,34 m                  | 2,33 m                                       |                                                                         |
| Stavhopp   | Shawnacy Barber (CAN)   | Raphael Holzdeppe (GER)                      | Renaud Lavillenie (FRA) · Piotr Lisek (POL) · Paweł Wojciechowski (POL) |
| Stavhopp   | 5,90 m                  | 5,90 m                                       | 5,80 m                                                                  |
| Kastgrenar |                         |                                              |                                                                         |
| Kula       | Joe Kovacs (USA)        | David Storl (GER)                            | O'Dayne Richards (JAM)                                                  |
| Kula       | 21,93 m                 | 21,74 m                                      | 21,69 m 0NR0                                                            |
| Diskus     | Piotr Małachowski (POL) | Philip Milanov (BEL)                         | Robert Urbanek (POL)                                                    |
| Diskus     | 67,40 m                 | 66,90 m 0NR0                                 | 65,18 m                                                                 |
| Slägga     | Paweł Fajdek (POL)      | Dilshod Nazarov (TJK)                        | Wojciech Nowicki (POL)                                                  |
| Slägga     | 80,88 m                 | 78,55 m                                      | 78,55 m                                                                 |
| Spjut      | Julius Yego (KEN)       | Ihab El-Sayed (EGY)                          | Tero Pitkämäki (FIN)                                                    |
| Spjut      | 92,72 m 0VB0 AR0        | 88,99 m 0SB0                                 | 87,64 m                                                                 |
| Mångkamp   |                         |                                              |                                                                         |
| Tiokamp    | Ashton Eaton (USA)      | Damian Warner (CAN)                          | Rico Freimuth (GER)                                                     |
| Tiokamp    | 9 045 p 0VR0            | 8 695 p 0NR0                                 | 8 561 p 0PB0                                                            |

### Kvinnor

#### Gång- och löpgrenar
| Gren           | Guld | Silver | Brons |
| -------------- | --- | --- | --- |
| 100 m          | Shelly-Ann Fraser-Pryce (JAM)                                                                                                   | Dafne Schippers (NED)                                                                                          | Tori Bowie (USA)                                                                                             |
| 100 m          | 10,76 s | 10,81 s 0NR0                                                                                                   | 10,86 s |
| 200 m          | Dafne Schippers (NED) | Elaine Thompson (JAM)                                                                                          | Veronica Campbell-Brown (JAM)                                                                                |
| 200 m          | 21,63 s 0VB0 MR0 AR0 | 21,66 s 0PB0                                                                                                   | 21,97 s 0PB0                                                                                                 |
| 400 m          | Allyson Felix (USA) | Shaunae Miller (BAH)                                                                                           | Shericka Jackson (JAM)                                                                                       |
| 400 m          | 49,26 s 0VB0 | 49,67 s 0PB0                                                                                                   | 49,99 s 0PB0                                                                                                 |
| 800 m          | Marina Arzamasova (BLR) | Melissa Bishop (CAN)                                                                                           | Eunice Jepkoech Sum (KEN)                                                                                    |
| 800 m          | 1.58,03 | 1.58,12 | 1.58,18 |
| 1 500 m        | Genzebe Dibaba (ETH) | Faith Kipyegon (KEN)                                                                                           | Sifan Hassan (NED)                                                                                           |
| 1 500 m        | 4.08,09 | 4.08,96 | 4.09,34 |
| 5 000 m        | Almaz Ayana (ETH) | Senbere Teferi (ETH)                                                                                           | Genzebe Dibaba (ETH)                                                                                         |
| 5 000 m        | 14.26,83 0MR0 | 14.44,07 | 14.44,14 |
| 10 000 m       | Vivian Cheruiyot (KEN) | Gelete Burka (ETH)                                                                                             | Emily Infeld (USA)                                                                                           |
| 10 000 m       | 31.41,31 | 31.41,77 | 31.43,49 |
| Maraton        | Mare Dibaba (ETH) | Helah Kiprop (KEN)                                                                                             | Eunice Kirwa (BHR)                                                                                           |
| Maraton        | 2:27.35 | 2:27.36 | 2:27.39 |
| 100 m häck     | Danielle Williams (JAM) | Cindy Roleder (GER)                                                                                            | Alina Talaj (BLR)                                                                                            |
| 100 m häck     | 12,57 s 0PB0 | 12,59 s 0PB0                                                                                                   | 12,66 s 0NR0                                                                                                 |
| 400 m häck     | Zuzana Hejnová (CZE) | Shamier Little (USA)                                                                                           | Cassandra Tate (USA)                                                                                         |
| 400 m häck     | 53,50 s 0VB0 | 53,94 s | 54,02 s |
| 3 000 m hinder | Hyvin Kiyeng Jepkemoi (KEN) | Habiba Ghribi (TUN)                                                                                            | Gesa Felicitas Krause (GER)                                                                                  |
| 3 000 m hinder | 9.19,11 | 9.19,24 | 9.19,25 0PB0                                                                                                 |
| 4 × 100 m      | Jamaica (JAM) Veronica Campbell-Brown Natasha Morrison Elaine Thompson Shelly-Ann Fraser-Pryce Sherone Simpson* Kerron Stewart* | USA (USA) English Gardner Allyson Felix Jenna Prandini Jasmine Todd                                            | Trinidad och Tobago (TTO) Kelly-Ann Baptiste Michelle-Lee Ahye Reyare Thomas Semoy Hackett Khalifa St. Fort* |
| 4 × 100 m      | 41,07 s 0VB0 MR0 | 41,68 s 0SB0                                                                                                   | 42,03 s 0NR0                                                                                                 |
| 4 × 400 m      | Jamaica (JAM) Christine Day Shericka Jackson Stephenie Ann McPherson Novlene Williams-Mills Anastasia Le-Roy* Chrisann Gordon*  | USA (USA) Sanya Richards-Ross Natasha Hastings Allyson Felix Francena McCorory Phyllis Francis* Jessica Beard* | Storbritannien (GBR) Christine Ohuruogu Anyika Onuora Eilidh Child Seren Bundy-Davies Kirsten McAslan*       |
| 4 × 400 m      | 3.19,13 0VB0 | 3,19,44 | 3.23,62 |
| 20 km gång     | Liu Hong (CHN) | Lü Xiuzhi (CHN)                                                                                                | Ljudmyla Oljanovska (UKR)                                                                                    |
| 20 km gång     | 1.27,45 | 1.27,45 | 1.28,13 |

#### Teknikgrenar
| Gren       | Guld                      | Silver                        | Brons                          |
| Hoppgrenar | Hoppgrenar                | Hoppgrenar                    | Hoppgrenar                     |
| ---------- | ------------------------- | ----------------------------- | ------------------------------ |
| Längdhopp  | Tianna Bartoletta (USA)   | Shara Proctor (GBR)           | Ivana Španović (SRB)           |
| Längdhopp  | 7,14 m 0VB0 PB0           | 7,07 m 0NR0                   | 7,01 m 0NR0                    |
| Tresteg    | Caterine Ibargüen (COL)   | Hanna Knyazyeva-Minenko (ISR) | Olga Rypakova (KAZ)            |
| Tresteg    | 14,90 m 0SB0              | 14,78 m 0NR0                  | 14,77 m 0SB0                   |
| Höjdhopp   | Marija Kutjina (RUS)      | Blanka Vlašić (CRO)           | Anna Tjitjerova (RUS)          |
| Höjdhopp   | 2,01 m 0PB0               | 2,01 m 0SB0                   | 2,01 m                         |
| Stavhopp   | Yarisley Silva (CUB)      | Fabiana Murer (BRA)           | Nikoleta Kyriakopoulou (GRE)   |
| Stavhopp   | 4,90 m                    | 4,85 m 0AR0                   | 4,80 m                         |
| Kastgrenar |                           |                               |                                |
| Kula       | Christina Schwanitz (GER) | Gong Lijiao (CHN)             | Michelle Carter (USA)          |
| Kula       | 20,37 m                   | 20,30 m                       | 19,76 m                        |
| Diskus     | Denia Caballero (CUB)     | Sandra Perković (CRO)         | Nadine Müller (GER)            |
| Diskus     | 69,28 m                   | 67,39 m                       | 65,53 m                        |
| Slägga     | Anita Włodarczyk (POL)    | Zhang Wenxiu (CHN)            | Alexandra Tavernier (FRA)      |
| Slägga     | 80,85 m 0MR0              | 76,33 m 0SB0                  | 74,02 m                        |
| Spjut      | Katharina Molitor (GER)   | Lü Huihui (CHN)               | Sunette Viljoen (RSA)          |
| Spjut      | 67,69 m 0VB0 PB0          | 66,13 m 0AR0                  | 65,79 m                        |
| Mångkamp   |                           |                               |                                |
| Sjukamp    | Jessica Ennis-Hill (GBR)  | Brianne Theisen-Eaton (CAN)   | Laura Ikauniece-Admidiņa (LAT) |
| Sjukamp    | 6 669 p 0SB0              | 6 554 p                       | 6 516 p 0NR0                   |

## Bilder från mästerskapen

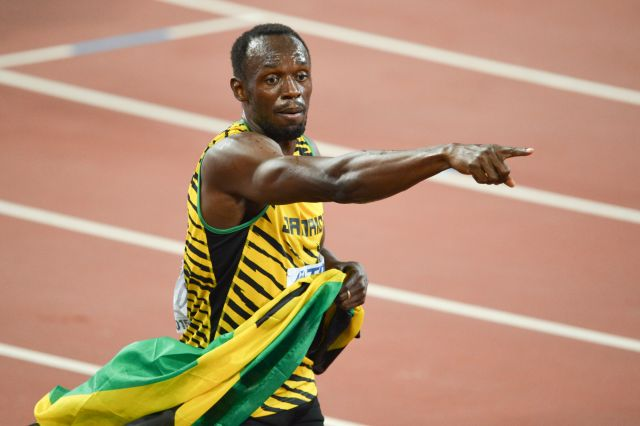
Usain Bolt, dubbel guldmedaljör på herrarnas 100 och 200 meter.
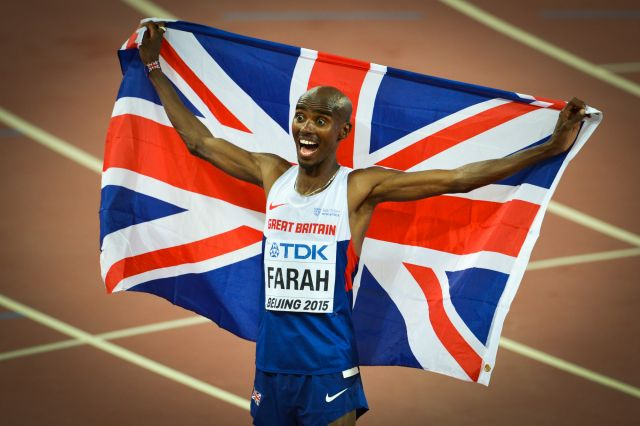
Mo Farah vann guld på herrarnas 10 000 meter och 5 000 meter.
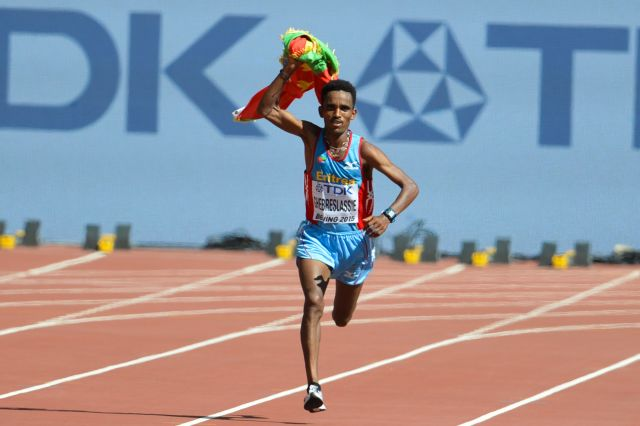
Ghirmay Ghebreslassie, segrare i herrarnas maraton.
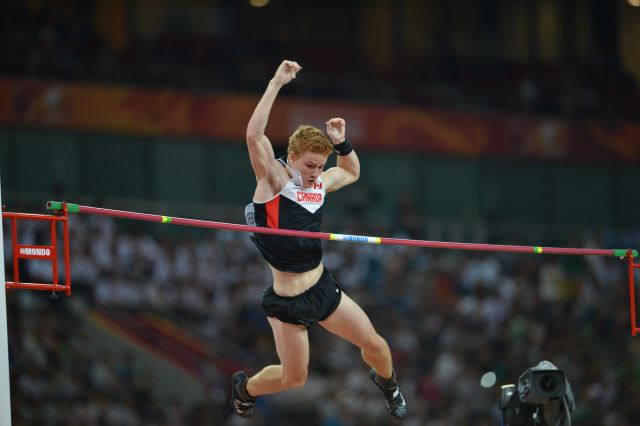
Shawnacy Barber från Kanada vann herrarnas stavhopp.
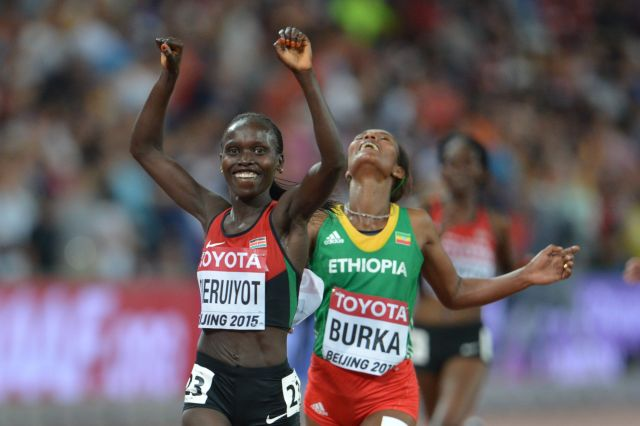
Vivian Cheruiyot vann guld på damernas 10 000 meter.
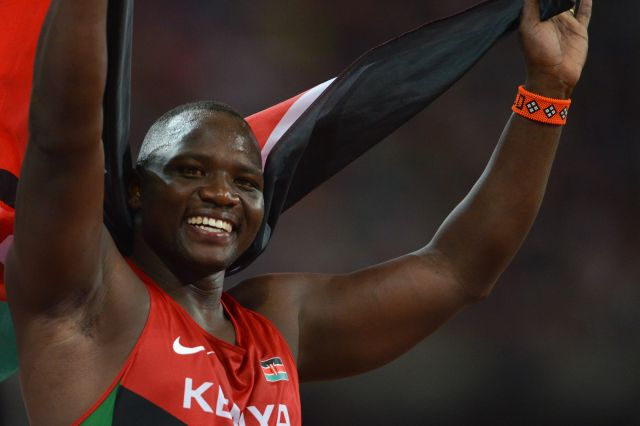
Julius Yego från Kenya blev världsmästare i spjutkastning.

## Medaljligan
| Pl.   | Nation                  | Guld | Silver | Brons | Totalt |
| ----- | ----------------------- | ---- | ------ | ----- | ------ |
| 1     | Kenya                   | 7    | 6      | 3     | 16     |
| 2     | Jamaica                 | 7    | 2      | 3     | 12     |
| 3     | USA                     | 6    | 6      | 6     | 18     |
| 4     | Storbritannien          | 4    | 1      | 2     | 7      |
| 5     | Etiopien                | 3    | 3      | 2     | 8      |
| 6     | Polen                   | 3    | 1      | 4     | 8      |
| 7     | Tyskland                | 2    | 3      | 3     | 8      |
| 7     | Kanada                  | 2    | 3      | 3     | 8      |
| 9     | Ryssland                | 2    | 1      | 1     | 4      |
| 10    | Kuba                    | 2    | 1      | 0     | 3      |
| 11    | Kina                    | 1    | 7      | 1     | 9      |
| 12    | Nederländerna           | 1    | 1      | 1     | 3      |
| 13    | Sydafrika               | 1    | 0      | 2     | 3      |
| 14    | Belarus                 | 1    | 0      | 1     | 2      |
| 15    | Eritrea                 | 1    | 0      | 0     | 1      |
| 15    | Spanien                 | 1    | 0      | 0     | 1      |
| 15    | Tjeckien                | 1    | 0      | 0     | 1      |
| 15    | Colombia                | 1    | 0      | 0     | 1      |
| 15    | Slovakien               | 1    | 0      | 0     | 1      |
| 20    | Australien              | 0    | 2      | 0     | 2      |
| 20    | Kroatien                | 0    | 2      | 0     | 2      |
| 22    | Bahamas                 | 0    | 1      | 1     | 2      |
| 22    | Trinidad och Tobago     | 0    | 1      | 1     | 2      |
| 22    | Ukraina                 | 0    | 1      | 1     | 2      |
| 25    | Brasilien               | 0    | 1      | 0     | 1      |
| 25    | Egypten                 | 0    | 1      | 0     | 1      |
| 25    | Israel                  | 0    | 1      | 0     | 1      |
| 25    | Tadzjikistan            | 0    | 1      | 0     | 1      |
| 25    | Tunisien                | 0    | 1      | 0     | 1      |
| 25    | Belgien                 | 0    | 1      | 0     | 1      |
| 31    | Frankrike               | 0    | 0      | 2     | 2      |
| 32    | Bosnien och Hercegovina | 0    | 0      | 1     | 1      |
| 32    | Finland                 | 0    | 0      | 1     | 1      |
| 32    | Grekland                | 0    | 0      | 1     | 1      |
| 32    | Grenada                 | 0    | 0      | 1     | 1      |
| 32    | Kazakstan               | 0    | 0      | 1     | 1      |
| 32    | Lettland                | 0    | 0      | 1     | 1      |
| 32    | Portugal                | 0    | 0      | 1     | 1      |
| 32    | Uganda                  | 0    | 0      | 1     | 1      |
| 32    | Serbien                 | 0    | 0      | 1     | 1      |
| 32    | Japan                   | 0    | 0      | 1     | 1      |
| 32    | Marocko                 | 0    | 0      | 1     | 1      |
| 32    | Bahrain                 | 0    | 0      | 1     | 1      |
| Total | Total                   | 47   | 48     | 49    | 144    |